# 南国社
南国社，民國時期影剧演出团体，1926年由田汉、唐槐秋于上海创办称南国电影剧社，从事话剧演出和电影拍摄。名字取自王維名詩《相思》中的「紅豆生南國」。1927年，南国电影剧社改组为南国社，打算從事文學、美術、電影等更廣泛文藝活動，隨後創立南国艺术学院。南国艺术学院中，田汉為院长並擔任文學科主任，徐悲鴻任美術科主任，欧阳予倩任戏剧科主任，創立半年即停辦。1930年因演出舞台剧《卡门》被当局查封。该社曾上演田汉的剧作《苏州夜话》、《名优之死》、《卡门》等，还广泛开展艺术活动，如编行各种南国期刊（《南国月刊》为机关刊物）、组建南国电影剧社、南国艺术学院等。该社演员有俞珊（俞启威的姐姐，主演卡门），俞启威、宗晖（谢伟棨）。